# インド・バングラデシュ国境の飛地群

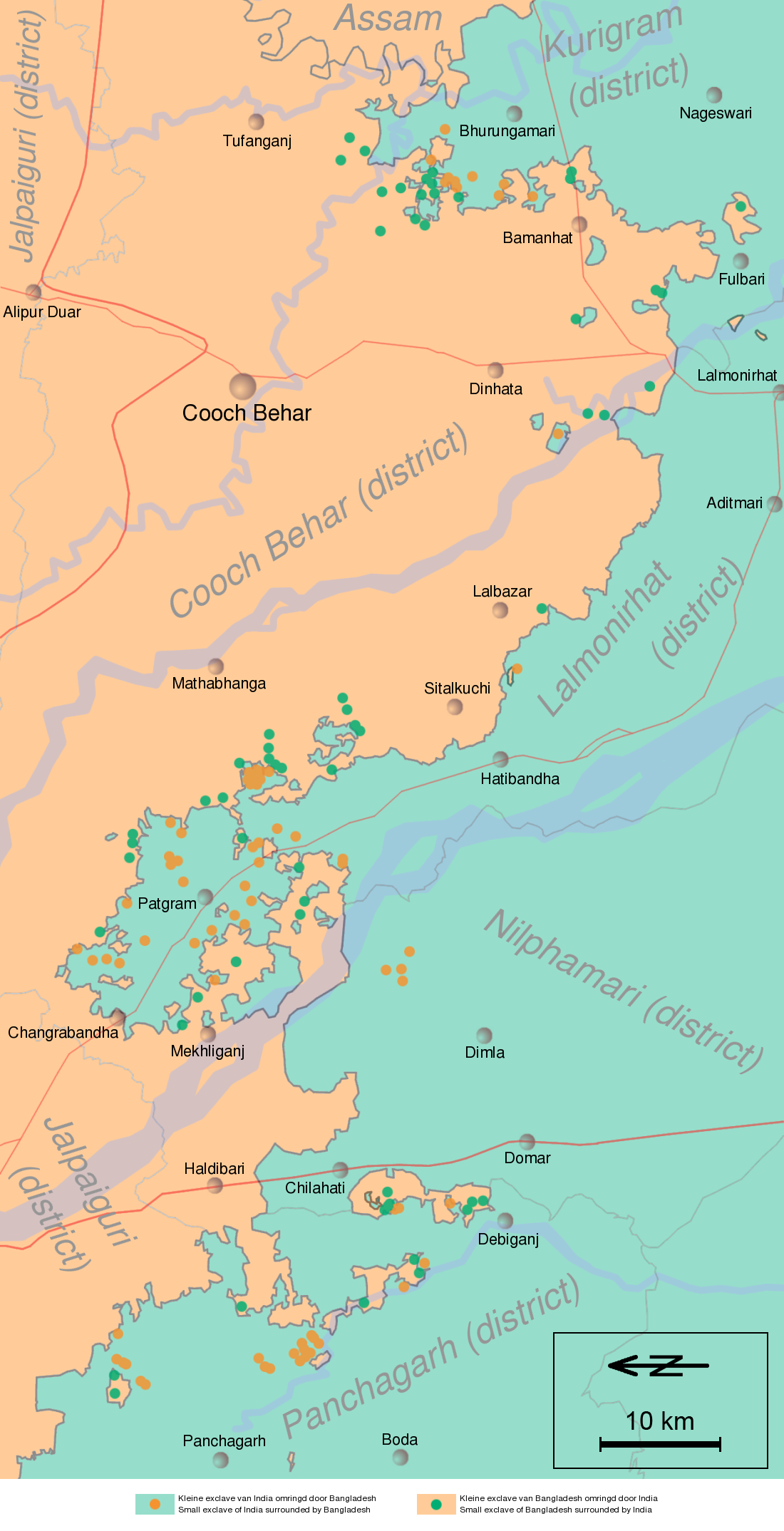
クーチ・ビハール市（インド）付近の状況。地図は東を上にしており、右（南）がバングラデシュ（緑）、左（北）がインド（橙）。

「飛び地の中の飛び地の中の飛び地」ダハラ・カグラバリ

インド・バングラデシュ国境の飛地群（インド・バングラデシュこっきょうのとびちぐん、英: India–Bangladesh enclaves）は、インド（西ベンガル州クーチ・ビハール県）とバングラデシュ（ラジシャヒ管区）との国境線をまたいで散在した双方の飛地。入り組んだ国境線に加え、非常に多くの飛地が互いの領土内に存在することで、錯綜した状況になっていたが、2015年8月1日に領土交換が行われ、バングラデシュ領の一箇所の飛び地（ダハグラム・アンガルポタ）を除いて解消された。
この一帯の総称はないが、日本ではインド側の県名を採り、クーチ・ビハール（Cooch Behar, Koch Bihar）の名で紹介されている。

## 概要
インドの西ベンガル州クーチ・ビハール県とバングラデシュのラジシャヒ管区の国境地帯にあり、インド領内にバングラデシュの飛び地が95か所、バングラデシュ領内にインドの飛び地が129か所存在した。そのうち24か所は飛び地の中の飛び地であり、更に「飛び地の中の飛び地の中の飛び地」（ダハラ・カグラバリ）という複雑な場所もあった。面積わずか50平方メートルという世界最小の飛び地も存在したという（ただし、最小の飛地の面積は1090平方メートルとする資料もある）。
飛び地群があった時代には、境界線を自由に行き来することはできず、面倒な申請手続きを要していた。そのため、飛び地内では行政サービスや生活インフラに支障を来たしていた。国勢調査も行われておらず、両国政府は飛び地内に何人が暮らしているのかを正確に把握していなかった（飛び地全体で2万から150万人とも、または6万5千から7万人とも言われていた）  。
国境を跨いだ電線の敷設が出来ないため電気が行き渡らず、これといった産業もないため、飛び地の住人は細々とした農業や牧畜で生計を立てる状況であった。また、警察の監視も及んでいないため、山賊被害や、宗教（ヒンドゥー教とイスラーム教）の違いから来る近隣住民同士の諍いなどの問題も起こり、飛び地に住むヒンドゥー教徒がインド本土に移住する例も多かった。

## 歴史

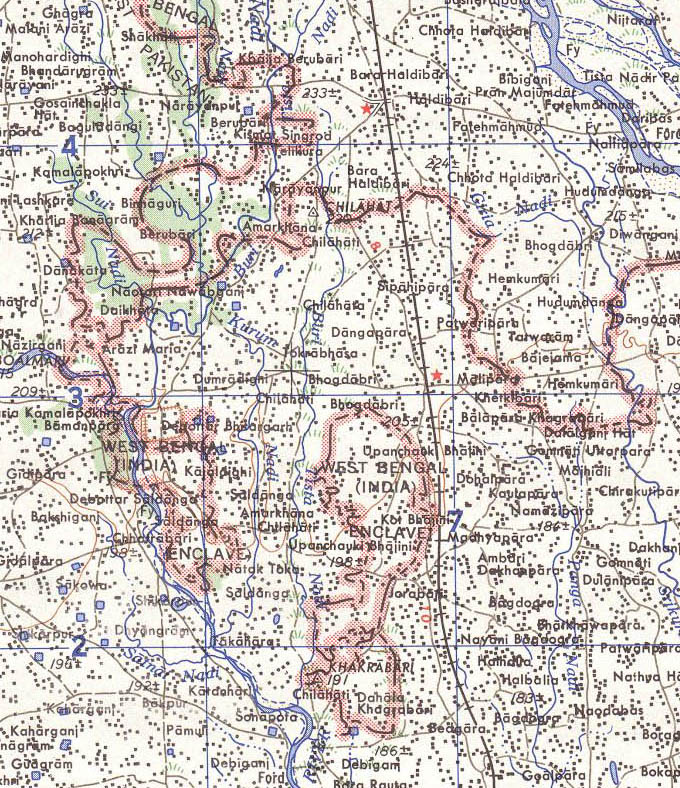
1960年代に米軍が作成した、飛び地地帯西部（Chilahati駅付近）の地図。南がバングラデシュ、北がインド

### 飛び地の形成
17世紀頃、この一帯を支配していたクーチ・ビハール王国と、インド東部へと勢力を拡大しつつあったムガル帝国との間で領土の奪い合いが発生した。ムガル帝国はクーチ・ビハール王国の領土の一部を占領したものの、王国に帰順する地方領主は領地を譲らず抵抗を続けた。その後、ムガル帝国側に属していた兵士達がクーチ・ビハール王国側の領土の一部を独自に占拠し、ムガル帝国に帰順した。1713年、両国に講和条約が締結されたが、それぞれの国境に関しては現状が維持された。こうして生まれた複雑な境界線が、クーチ・ビハールの国境線の起源となった。
インドがイギリスによって征服されイギリス領インド帝国となった時、これら一帯はイギリス直轄領の東ベンガル州であるかクーチ・ビハール藩王国領であるかという違いしかなかったため、往来することに特に差し支えはなかった。しかし、1947年にイギリスからインドとパキスタンが独立した際、 ヒンドゥー教徒の多いクーチ・ビハール藩王国領はインドに、イスラーム教徒の多かった東ベンガル州は東パキスタンとしてパキスタンの一部に属することとなったため、かつての境界線が国境線に引き継がれ、多数の飛び地が生み出されることとなった。
その後、言語や民族が異なるにも関わらず、政治の中枢を西パキスタン側に握られて不満を募らせていた東パキスタンは、インドの支援を得て1971年にバングラデシュ独立戦争を起こし、バングラデシュとして独立を果たした。クーチ・ビハール一帯の東パキスタン領も、飛び地のままバングラデシュ領となった。

### インドとパキスタンの交渉

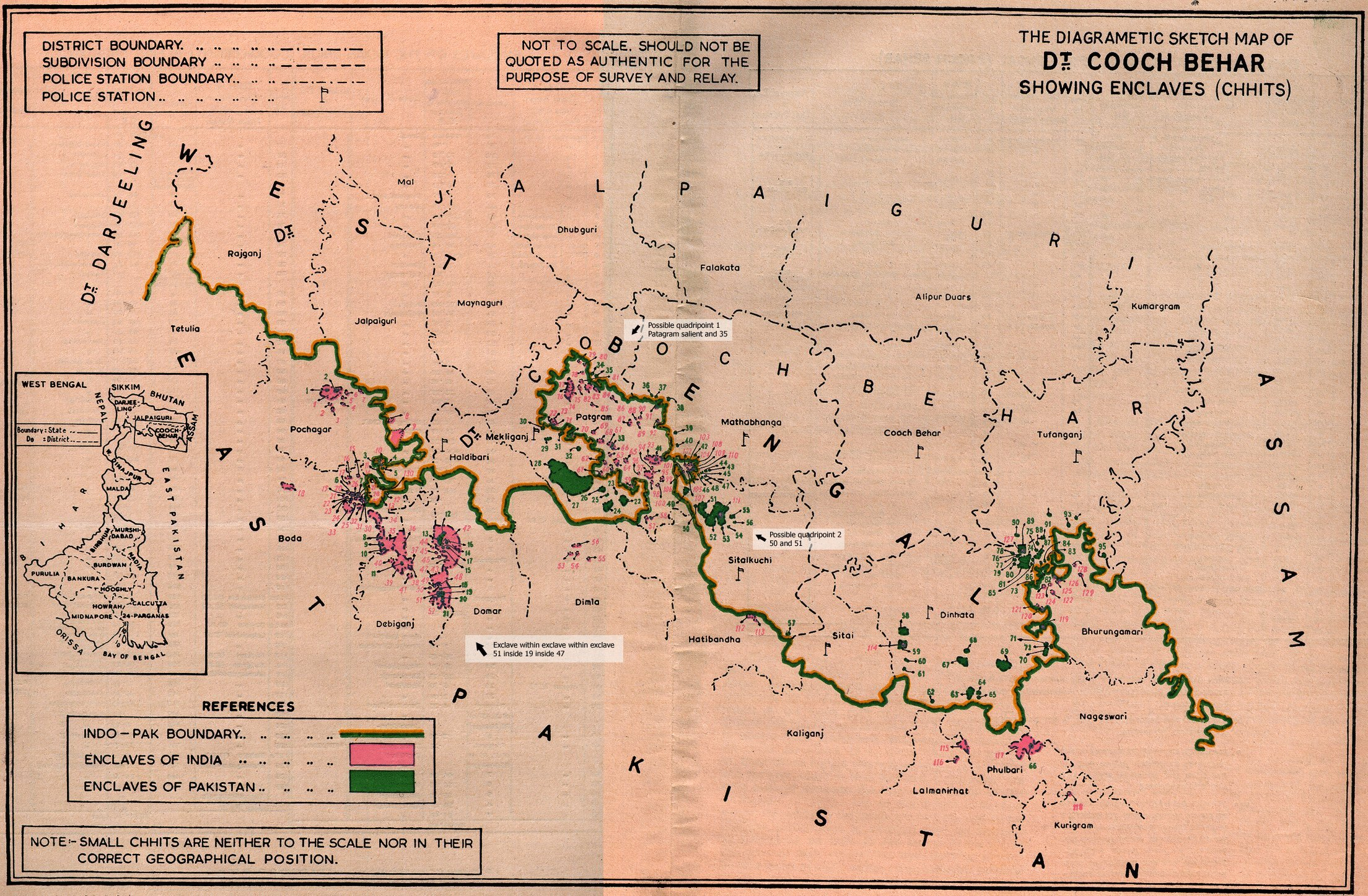
飛地に付番した地図。インドにおけるパキスタンの飛び地は緑。パキスタンにおけるインドの飛び地はピンクで示されている。

1950年代以降、インドとパキスタン政府（バングラデシュ独立後はバングラデシュ政府）は、このあまりに不便な飛び地の状況を改善しようと、交渉を続けた。
1950年に飛び地への役人や警察官の立ち入り、生活必需品の輸送についての規定が定められたが、両国政府の緊張の激化に伴い、 1～2年でこの規定は実行出来ない状態となった。その後、1957年にインドとパキスタンの間で、飛び地付近での週2日の国境貿易が認められるようになったが、そもそも飛び地の中に相手国の領事館などがなくビザもパスポートも取得できなかったため、飛び地から合法的に越境することができず、住民は国境警備隊に射殺されるなどの危険を冒して違法越境せざるを得ない状態におかれた。
1958年にはインドとパキスタン政府の間で領土交換が合意されたが、飛び地の住民の反対と、インド最高裁判所が領土交換には憲法改正が必要との判断を下したため、実行されなかった。1974年にもインドとバングラデシュ政府の間で再び領土交換が合意されたが、インド側の面積が29km2あまり減る内容であったため、インドの国会で野党に反対され、これも実行されなかった。1980年には、違法越境を減らすために飛び地がフェンスで囲まれたため貿易量が減り、飛び地の住人はさらなる貧困に晒された。
1996年に、1974年と1982年に合意された協定に基づいてバングラデシュ領の最大の飛び地であるダハグラム・アンガルポタと本土との間に回廊（ティン・ビガ回廊）が設けられたが、回廊設置に反対する住人同士の衝突により犠牲者が出たほか、回廊そのものも8時間おきにインド人とバングラデシュ人の往来を切り替える方式であったため、あまり便利なものとは言えなかった。また、住人によっては回廊の設置によって近所のインド領に行く許可が降りなくなり、回廊を通って遠くのバングラデシュ領に行かなければならなくなるなど、却って不便が増すケースも発生した。

### 領土交換と飛び地の解消

領土交換の概要図

2011年9月、両国政府は領土の整理交換と、飛び地に設けられている回廊の通行許可時間の延長、および交換される飛び地の住人が国籍を選択できるようにする協定に合意した。
2015年5月にインド国会が領土交換を認める憲法修正案を承認した。これを受けて6月に、モディ首相がバングラデシュの首都ダッカを訪問してハシナ首相と会談し、飛び地の解消による国境画定で合意した。住民は移住か、現在の居住地が新たに帰属する国への国籍変更かを選ぶことができることとなった。
同年8月1日、領土交換が発効した。インド側は計7,110エーカー（約28.77km2）・51か所の飛び地を獲得し、バングラデシュ側は計17,149エーカー（約69.4km2）・111か所の飛び地を獲得した。インド→バングラデシュ領となる住民は約37,000人、バングラデシュ→インド領となる住民は約14,000人となった。前者は約1,000人がインド国籍維持による移住を選択した。一方、後者は全員が現在の居住地に留まり、インド国籍へと変更した。中には一家で別々の国籍を選択した例もあった。